# TVN (Corea del Sur)
TVN (Total Variety Network, estilizado tvN) es un canal de entretenimiento general surcoreano propiedad de CJ ENM.

## Historia
Desde el 2014 la red es dirigida por Lee Myung-han.
El canal está disponible en cable, SkyLife y en plataformas de IPTV.

## Programas

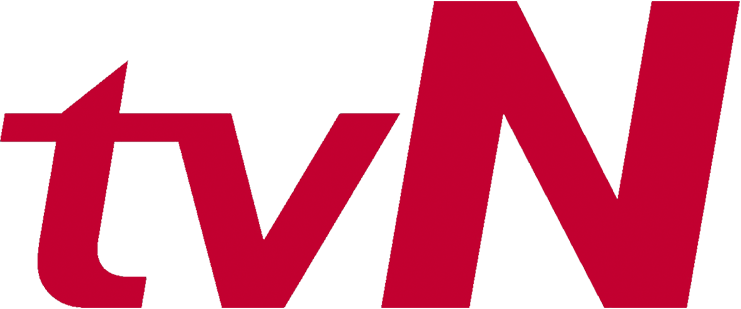
Logo utilizado desde 2006 hasta 2012.

### Noticias
- tvN e-News 9 (un entretenimiento equivalente a KBS News 9 y JTBC News 9).

## Música
- Mnet KM Music Festival (엠넷 KM 뮤직 페스티벌; 2006-2008)
- Mnet Asian Music Awards (엠넷 아시안 뮤직 어워드; 2009-)
- Volkswagen Rock Concert (폭스바겐 락 콘서트; 2011)
- 2Hyori Show (2013)

### Dramas
Los dramas de la tvN se exportan a varios países de Asia y las Américas. Actualmente los dramas ocupan 21 de los espacios de los 29 mejores dramas coreanos en televisión por cable.  
• Lovely Runner (serie de televisión) (2024)  
- Veinticinco, veintiuno (2022)
- Mouse (serie de televisión) (2021)
- Start-Up (serie de televisión) (2020)
- See you in my 19 life (serie de televisión) (2023)
- True Beauty (serie de televisión) (2020)
- Tale of the Nine Tailed (2020)
- "Hi Bye, Mama!" (2020) (junto con Netflix)
- Crash Landing on You (2020) (Netflix)
- "It's Okay to Not Be Okay" (2020) (junto con Netflix)
- Hotel Del Luna (2019)
- "Memories Of The Alhambra"  (2018-2019)  Netflix
- Love Alarm (2018-2021) (junto con Netflix)
- "Vincenzo" (2021) (junto con Netflix)
- Boyfriend (2018-)[2]
- Asadal (2018-)
- Hundred Million Stars From the Sky (2018)
- Mr. Sunshine (2018)
- What’s Wrong With Secretary Kim? (2018)
- Dear Husband of 100 Days (2018)
- Lawless Lawyer (2018)[3]
- About Time (2018)[4]
- Mother (2018)
- My Mister (2018)
- Live (2018)
- A Poem a Day (2018)
- Cross (2018)
- A Korean Odyssey (2017 - 2018)[5]
- Tomorrow With You (2017)
- "The Most Beautiful Goodbye" (2017)
- Revolutionary Love (2017)
- Because This is My First Life (2017)[6]
- Live Up to Your Name (2017)
- Criminal Minds (2017)
- Circle (2017)
- Introverted Boss (2017)
- Chicago Typewriter (2017)
- Stranger (2017)
- Prison Playbook (2017)
- Avengers Social Club (2017)
- Argon (2017)
- The Liar and His Lover (2017)
- The Bride of Habaek (2017)
- Another Miss Oh (2016)
- Let's Fight, Ghost (2016)
- The K2 (2016)
- Signal (2016)
- Goblin: The Lonely and Great God (2016)
- Cheese in the Trap (2016)
- The Good Wife (2016)
- Memory (2016)
- Cinderella And The Four Knights (2016)
- Dear My Friends (2016)
- Pied Piper (2016)
- Drinking Solo (2016)
- Entourage (2016)
- Reply 1988 (2015)
- Oh My Ghostess (2015)
- Let's Eat 2 (2015)
- Second Time Twenty Years Old (2015)
- Ex-Girlfriend Club (2015)
- Super Daddy Yeol (2015)
- Hogu's Love (2015)
- Hidden Identity (2015)
- Heart to Heart (2015)
- Great Stories (2015)
- A Bird That Doesn't Sing (2015)
- Hogu's Love (2015)
- Bubble Gum (2015)
- Family Secrets (2014 - 2015)
- Misaeng (2014)
- Plus Nine Boys (2014)
- My Secret Hotel (2014)
- Marriage, Not Dating (2014)
- The Three Musketeers (2014)
- The Idle Mermaid (2014)
- Valid Love (2014)
- Liar Game (2014)
- Witch's Romance (2014)
- High School King of Savvy (2014)
- Gap-dong (2014)
- Emergency Couple (2014)
- Twenty Years Old (2014)
- I Need Romance 3 (2014)
- The Golden Tower (2014)
- Reply 1994 (2013)
- Nine: Nine Time Travels (2013)
- Flower Boy Next Door (2013)
- Let's Eat (2013)
- Crazy Love (2013)
- Monstar (2013)
- Dating Agency: Cyrano (2013)
- Who Are You? (2013)
- Basketball (2013)
- The Blue Tower (2013)
- The Blue Tower ZERO (2013)
- The Blue Tower Returns (2013)
- Fantasy Tower (2013)
- She Is Wow (2013)
- Glass Mask (2012 - 2013)
- Ice Adonis (2012)
- The 3rd Hospital (2012)
- Reply 1997 (2012)
- I Need Romance 2012 (2012)
- I Love Lee Tae-ri (2012)
- Twelve Men in a Year (2012)
- Queen In-Hyun's Man (2012)
- Marriage Plot (2012)
- The Wedding Scheme (2012)
- Shut Up Flower Boy Band (2012)
- 21st Century Family (2012)
- Manny (2011)
- Flower Boy Ramen Shop (2011)
- Birdie Buddy (2011)
- I Need Romance (2011)
- Once Upon a Time in Saengchori (2010 - 2011)
- Joseon X-Files (2010)
- Harvest Villa (2010)
- Mrs. Town (2009)
- Fight (2008)
- The Great Catsby (2007)
- Mermaid Story (2007)
- Romance Hunter (2007)
- Hyena (2006)
- Pasión de gavilanes (2003-2022)

### Sitcoms
- Ugly Miss Young-Ae (막돼먹은 영애씨; 2007 - presente)
- The Superman Age (초인시대; 2015)
- Flower Grandpa Investigation Unit (꽃할배 수사대; 2014)
- Potato Star 2013QR3 (감자별 2013QR3; 2013 - 2014)
- Play Guide (플레이가이드; 2013)
- Roller Coaster Plus Date Big Bang (롤러코스터 플러스 연애빅뱅; 2010)

### Telenovela
- Pasión de gavilanes (2003-2022)

### Variedad
| - 300 (2018-presente) - Blind Date Cafe (2018-presente) - Food Diary (2018-presente) - Amazing Saturday (2018-presente) - 4 Wheeled Restaurant (2018-presente) - Nest Escape 3 (2018-presente) - Island Trio (섬총사; 2017-presente) - Salty Tour (짠내투어; 2017-presente) - Life Bar (2016-presente) - Problematic Men (2015-presente) - Grandpas Over Flowers (2013-2015, 2018-presente) - Wednesday Food Talk (2015-presente) - Coolkkadang (2012-presente) - Little Big Hero (2012-presente) - Comedy Big League (2011-presente) - Saturday Night Live Korea (2011-presente) - Live Talk Show Taxi (2007-presente) - Little Cabin in the Woods (숲속의 작은 집, 2018) - Youn's Kitchen (윤식당; 2017-2018) | - Street Food Fighter (스트리트 푸드 파이터; 2018) - Friendly Driver (친절한 기사단; 2018) - Kang's Kitchen (신서유기 외전 강식당; 2017-2018) - Where Is Mr. Kim (김무명을 찾아라; 2017-2018) - Society Game (소사이어티게임; 2016-2017) - New Journey to the West (신서유기; 2016-2017) (s.2-3) - Hit the Stage (힛 더 스테이지; 2016) (transmisión simultánea en Mnet) - WE KID (위키드; 2016) (transmisión simultánea en Mnet) - Boys24 (소년24; 2016) (transmisión simultánea en Mnet) - Babel 250 (바벨250; 2016) - I Can See Your Voice (2015-2018) (transmisión simultánea con Mnet) - Three Meals a Day (2014-2017) - Three Meals a Day: Sea Ranch (2017) - Three Meals a Day: Gochang Village (2016) - Three Meals a Day: Fishing Village (2015-2016) - Three Meals a Day: Jeongseon Village (2014-2015) - Youth Over Flowers (꽃보다 청춘; 2014-2016) - First Day of Work (오늘부터 출근; 2014) | - The Genius (2013-2015) - The Genius: Grand Final (더지니어스: 그랜드 파이널; 2015) - The Genius: Black Garnet (더 지니어스: 블랙가넷; 2014) - The Genius: Rule Breaker (더 지니어스: 룰 브레이커; 2013-2014) - The Genius: Rules of the Game (더 지니어스: 게임의 법칙; 2013) - WIN: Who Is Next (2013) - Sisters Over Flowers (꽃보다 누나; 2013) - Kim Mi-kyung Show (2013) - The Romantic & Idol (더로맨틱&아이돌; 2012-2013) - Super Diva (슈퍼 디바; 2012) - Korea's Got Talent (코리아 갓 탤런트; 2011-2012) - Baek Ji-yeon's People Inside (2010-2013) - Buzzer Beater - Roller Coaster (롤러코스터; 2009-2013) - Martian Virus (화성인 바이러스; 2009-2013) |

### Deportes
- UEFA Champions League

## Socios extranjeros
| Socio       | País |
| ----------- | --- |
| Canal+      | Francia |
| ProSieben   | Alemania |
| Canal+      | España |
| Sky 1       | Reino Unido |
| tvN Asia    | Hong Kong Macau Tailandia Taiwán Singapur Indonesia Malasia Vietnam Filipinas Timor Oriental Myanmar Sri Lanka |
| Disney Star | India |

 Argentina (Tvn Posadas)